# Vånö
Vånö är en ö i Stockholms skärgård i Nämdö socken i Värmdö kommun. Öns storlek är 0,38 km² och den är 1,3 kilometer lång från nordöst till sydväst. Den är privatägd.

## Natur
Vånö är en karg ö med hällmarksskog och mycket tall. Ön har nyttjats för bete, men möjligheterna till odling har dock varit liten. Mitt på ön ligger Vånömaren, en insjö och sankmark. Efterledet 'mar' betecknar grunda ibland avsnörda vikar, ofta med riklig vassvegetation. Dess uppgrundade utlopp ligger i öster vid en plats som förr benämndes Marhålet, ett namn som fortlever i den utanförliggande Marhålskobben.

## Historia
Vånö var länge betesö till gården på Gillinge. Därom vittnar de både ortnamnen Kovilan och Mjölkvarpet. Kovilan är ett litet skär, numer landfast med Vånös sydspets, som fått namn av att kor vilat där under sin simning mellan Vånö och Gillinge. Andra nödvändiga sysselsättningar för skärdgårdsbefolkningen i äldre tid var fiske och jakt. Ortnamnen vittnar även om dessa aktiviteter. Förledet 'vån' är ett äldre ord som betyder 'fiskeredskap'. På Vånös östra sida ligger tre vikar (från norr): Tjuvvarpet, Självarpet och Mjölkvarpet. Efterledet 'varp' betecknar platser där man drar not. Förleden 'tjuv' är vanlig i skärgårdsnamn och kan betyda att någon tjuvfiskat där. En annan tänkbar förklaring är att det är något 'besvärligt' med platsen, möjligen att sjöbotten är så ojämn att noten ofta fastnat i stenar och dylikt. Förleden 'själ' är ett gammalt uttal och stavning för säl. Säljakten var ett viktigt inslag i skärgårdsbornas försörjning då den gav såväl kött och skinn (päls) som späck (tran).
År 1910 sålde gillingeborna Vånö till generalkonsul Kurt Horngren på Tistronskär. De första sommarstugorna uppfördes på Vånö på 1960-talet och omkring 1980 fick ön sitt första helårshushåll, Horngrens barnbarn med familj. De har bland annat försörjt sig genom fiskodling.

## Omgivningen
Vånö ligger i södra delen av ögruppen Skoboraden, norr om Gillinge som den historiskt tillhört. Vånö skiljs i norr från Jungfruskär av Immarskärsströmmen. Västerut ligger öppet hav, Norrfjärden, samt de små skären Gubbkobbarna. Förleden 'gubb' syftar på att en sjöman flutit iland och begravts där. I nordöst ligger Stora Immarskär, Tallkobben och Kringelkobbarna som alla vuxit samman på grund av landhöjningen. I öster ligger Holkkobarna där sommarstugebebyggelse finns. Ön är namngiven efter att det förr funnits holkar för storskrake där. Insamling av ägg var ett viktigt näringsfång och äggsamlandet kunde ge mycket stora mängder under senvåren.

### Fotnoter
1. ↑  Stahre 2011, s. 102.
2. ↑  Stahre 2011, s. 142.
3. ↑  Stahre 2011, s. 133.
4. ↑  Ortnamnsregistret Arkiverad 4 mars 2016 hämtat från the Wayback Machine., Institutet för språk och folkminnen